# Colaspis suilla
Colaspis suilla är en skalbaggsart som beskrevs av Fabricius 1801. Colaspis suilla ingår i släktet Colaspis och familjen bladbaggar.

## Underarter
Arten delas in i följande underarter:
- C. s. suilla
- C. s. borealis